# Solanum hirtellum
Solanum hirtellum är en potatisväxtart som först beskrevs av Spreng., och fick sitt nu gällande namn av Emil Hassler. Solanum hirtellum ingår i släktet skattor som ingår i familjen potatisväxter. Inga underarter finns listade i Catalogue of Life.